# Scottish Premier League (2003/2004)
Scottish Premier League (2003/04) – 108. sezon rozgrywek o Mistrzostwo Szkocji i szósty pod nazwą – Scottish Premier League. Sezon rozpoczął się 9 sierpnia 2003, a zakończył – 16 maja 2004 r.

## Podsumowanie
Rozgrywki zakończyły się sukcesem Celticu, którzy zakończyli sezon z przewagą 17 punktów nad Rangers. Wszystkie mecze derbowe pomiędzy The Bhoys i The Gers zakończyły się zwycięstwami tych pierwszych, łącznie z meczem w Pucharze Szkocji.
Celtic, jako mistrz zakwalifikował się do Ligi Mistrzów razem z wicemistrzem, Rangers. Trzecia drużyna ligi, Hearts i finalista Pucharu Szkocji, Dunfermline Athletic uzyskali kwalifikację do Pucharu UEFA. Hibernian zakwalifikował się do Pucharu Intertoto
Ostatnie miejsce w tabeli, oznaczające spadek zanotował Partick Thistle, którego miejsce w nowym sezonie zajął Inverness Caledonian Thistle.

## Awanse i spadki po sezonie 2002/03
Awans z First Division do Premier League
- Nikt, z powodu niespełnienia wymogów dotyczących stadionu przez Falkirk.

Spadek z Premier League do First Division
- Nikt, z powodu niespełnienia wymogów dotyczących stadionu przez Falkirk.

## Tabela
| Poz. | Drużyna              | M  | Z  | R  | P  | G+  | G- | G+- | Pkt. | Kwalifikacje/spadki                                     |
| ---- | -------------------- | -- | -- | -- | -- | --- | -- | --- | ---- | ------------------------------------------------------- |
| 1    | Celtic F.C.          | 38 | 31 | 5  | 2  | 105 | 25 | 80  | 98   | Liga Mistrzów UEFA 2004/05 Faza grupowa                 |
| 2    | Rangers              | 38 | 25 | 6  | 7  | 76  | 33 | 43  | 81   | Liga Mistrzów UEFA 2004/05 Trzecia runda kwalifikacyjna |
| 3    | Hearts               | 38 | 19 | 11 | 8  | 56  | 40 | 16  | 68   | Puchar UEFA 2004/05 Pierwsza runda                      |
| 4    | Dunfermline Athletic | 38 | 14 | 11 | 13 | 45  | 52 | -7  | 53   | Puchar UEFA 2004/05 Druga runda kwalifikacyjna          |
| 5    | Dundee United        | 38 | 13 | 10 | 15 | 47  | 60 | -13 | 49   |                                                         |
| 6    | Motherwell           | 38 | 12 | 10 | 16 | 42  | 49 | -7  | 46   |                                                         |
| 7    | Dundee F.C.          | 38 | 12 | 10 | 16 | 48  | 57 | -9  | 46   |                                                         |
| 8    | Hibernian            | 38 | 11 | 11 | 16 | 41  | 60 | -19 | 44   | Puchar Interoto UEFA 2004 Druga runda                   |
| 9    | Livingston           | 38 | 10 | 13 | 15 | 48  | 57 | -9  | 43   |                                                         |
| 10   | Kilmarnock           | 38 | 12 | 6  | 20 | 51  | 74 | -23 | 42   |                                                         |
| 11   | Aberdeen             | 38 | 9  | 7  | 22 | 39  | 63 | -24 | 34   |                                                         |
| 12   | Partick Thistle      | 38 | 6  | 8  | 24 | 39  | 67 | -28 | 26   | Spadek do First Division 2004/05                        |

## Najlepsi strzelcy
| Zawodnik        | Klub                 | Bramki |
| --------------- | -------------------- | ------ |
| Henrik Larsson  | Celtic F.C.          | 30     |
| Chris Sutton    | Celtic F.C.          | 19     |
| Nacho Novo      | Dundee F.C.          | 19     |
| James Grady     | Partick Thistle      | 15     |
| Kris Boyd       | Kilmarnock           | 15     |
| Derek Riordan   | Hibernian            | 15     |
| Stevie Crawford | Dunfermline Athletic | 13     |
| Mark de Vries   | Hearts               | 13     |
| Derek Lilley    | Dundee United        | 12     |
| Shota Arveladze | Rangers              | 12     |
| David Clarkson  | Motherwell           | 11     |
| Alan Thompson   | Celtic F.C.          | 11     |

## Widzowie na trybunach
Średnia liczba widzów na meczach SPL w sezonie 2003/04 jest przedstawiona poniżej:
| Drużyna              | Średnia |
| -------------------- | ------- |
| Celtic F.C.          | 57,657  |
| Rangers              | 48,992  |
| Hearts               | 11,947  |
| Aberdeen             | 10,389  |
| Hibernian            | 9,137   |
| Dundee United        | 7,785   |
| Dundee F.C.          | 7,089   |
| Kilmarnock           | 6,966   |
| Dunfermline Athletic | 6,235   |
| Motherwell           | 6,225   |
| Livingston           | 5,116   |
| Partick Thistle      | 4,710   |

## Nagrody
| Miesiąc     | Menedżer                                | Zawodnik                               | Młody zawodnik                |
| ----------- | --------------------------------------- | -------------------------------------- | ----------------------------- |
| Sierpień    | Alex McLeish (Rangers)                  | Michael Ball (Rangers)                 | Mikel Arteta (Rangers)        |
| Wrzesień    | Alex McLeish (Rangers)                  | Shota Arveladze (Rangers)              | Zurab Khizanishvili (Rangers) |
| Październik | Martin O’Neill (Celtic F.C.)            | Roddy McKenzie (Livingston)            | Liam Miller (Celtic F.C.)     |
| Listopad    | Martin O’Neill (Celtic F.C.)            | Chris Sutton (Celtic F.C.)             | Stephen Hughes (Rangers)      |
| Grudzień    | Steve Paterson (Aberdeen)               | Craig Brewster (Dunfermline Athletic)  | Craig Gordon (Hearts)         |
| Styczeń     | Jim Duffy (Dundee F.C.)                 | Stilian Petrov (Celtic F.C.)           | David Clarkson (Motherwell)   |
| Luty        | Terry Butcher (Motherwell)              | Steven Pressley (Hearts)               | Alexander Diamond (Aberdeen)  |
| Marzec      | Ian McCall (Dundee United)              | Neil Lennon (Celtic F.C.)              | David Marshall (Celtic F.C.)  |
| Kwiecień    | Jimmy Calderwood (Dunfermline Athletic) | Barry Nicholson (Dunfermline Athletic) | Derek Riordan (Hibernian)     |